# Eugenio Di Maria
Eugenio Di Maria (Petralia Sottana, 1862 – Asiago, 27 giugno 1916) è stato un militare ed eroe di guerra italiano.

## Biografia
Discendente di una nobile famiglia (i Di Maria erano baroni di Alleri) iniziò giovanissimo la carriera militare.
Combatté, guadagnando numerose decorazioni, con il Corpo di spedizione italiano in Cina (1900-1901), e nella guerra italo-turca dove raggiunse il grado di maggiore. Nel 1913 fu insignito dell'onorificenza di cavaliere dell'Ordine militare di Savoia.
Durante la prima guerra mondiale fu comandante della Brigata Sassari col grado di colonnello brigadiere.

Ufficiale del 6º Reggimento fanteria, morì durante una controffensiva italiana fra l'altopiano di Asiago ed i monti del Trentino mentre guidava l'assalto alla baionetta dei suoi uomini.
Fu insignito della medaglia d'oro al valor militare alla memoria. Le sue ceneri riposano nella Chiesa di San Domenico a Palermo.